# Luciana Paluzzi
Luciana Paluzzi (Roma, 10 giugno 1937) è un'attrice italiana.

## Biografia

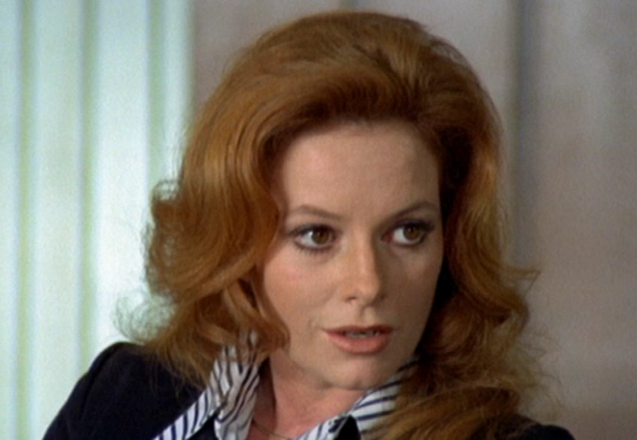
Luciana Paluzzi nel film La mala ordina

Figlia di un ufficiale dell'Esercito Italiano, inizia molto presto la carriera di attrice. Nel 1953, a soli sedici anni, ha un piccolissimo ruolo in Sua Altezza ha detto: no! con Ugo Tognazzi, oltre a una comparsata in un film dove faceva la turista americana a Napoli che prendeva un autobus guidato da Vittorio De Sica. L'anno successivo è una comparsa in due film internazionali: l'americano Tre soldi nella fontana ed il francese I sette peccati di papà. In molti film all'inizio della sua carriera, compare con il suo vero nome. Negli anni cinquanta è stata protagonista (sotto lo pseudonimo di "Daniela Saffi") di una serie di fotoromanzi pubblicati sui periodici Rizzoli Sogno e Luna Park. Nel 1959 lavora accanto a Debra Paget con il grande regista Fritz Lang nel film La tigre di Eschnapur e con Marcello Mastroianni e Vittorio De Sica ne Il nemico di mia moglie.
L'inizio scoppiettante di carriera la relega spesso in film importanti, ma con ruoli secondari. Nel 1963 partecipa allo sceneggiato Delitto e castigo. Nel 1965 è chiamata dalla produzione dei film su 007 per un provino per il ruolo di Domino in Agente 007 - Thunderball (Operazione tuono). Il ruolo è dato a Claudine Auger, ma l'attrice romana è comunque nel cast del film con il ruolo della Bond girl "cattiva" Fiona Volpe. Lo stesso anno ha il ruolo di attrice protagonista nella commedia Questa volta parliamo di uomini di Lina Wertmüller, al fianco di Nino Manfredi. Come già avvenuto per la collega italiana Daniela Bianchi, il ruolo di Bond girl è l'inizio di una serie di partecipazioni a film di spionaggio, alcuni dei quali di scarsa qualità. La sua carriera prosegue, con alcune commedie all'italiana, come La sbandata (1974), fino alla fine degli anni settanta, quando si ritira dalle scene.
Luciana Paluzzi ha anche interpretato nel 1972, insieme a Ombretta Colli, Paola Quattrini, Veruschka e Mariolina Cannuli, una serie di sketch per la rubrica pubblicitaria televisiva Carosello, pubblicizzando il dentifricio Binaca della Ciba.

## Vita privata

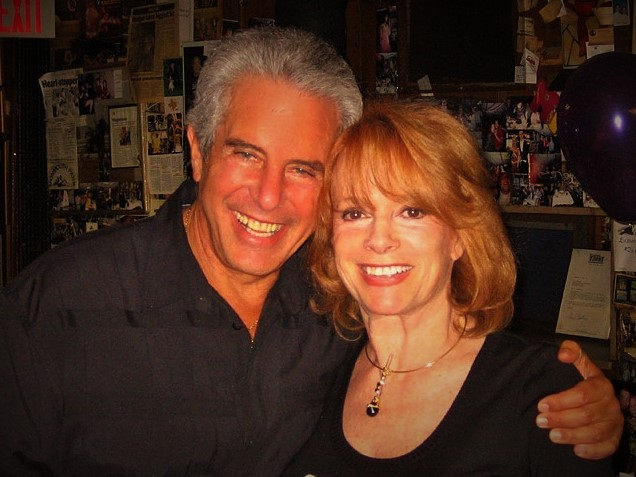
Luciana Paluzzi con il marito Michael Jay Solomon

Nel 1960 la Paluzzi ha sposato l'attore Brett Halsey, che aveva appena sciolto il proprio matrimonio con l'attrice, già Miss Germania nel 1954, Renate Hoy. I due recitarono insieme nel film Ritorno a Peyton Place. La coppia ebbe un figlio. I due divorziarono nel 1962, dopo di che Brett Hasley sposò Heidi Brühl.
Nel corso degli anni sessanta e settanta, la Paluzzi ebbe una lunga relazione con l'attore Tony Anthony, con il quale recitò in Wounds of Hunger e Rapporto a tre. Il loro lavoro in Giappone, Il fango verde, ispirò Anthony a scrivere e produrre il film ibrido spaghetti western-chambara Lo straniero di silenzio.
Nel 1980 Luciana Paluzzi sposò il suo attuale marito, il magnate dei media Michael Jay Solomon, ex presidente della Warner Bros. International Television. I due risiedettero in una villa esclusiva sovrastante l'Oceano Pacifico a Jalisco, in Messico, nota come "Casa dos Estrellas", che vendettero nel 2005 per andare a vivere alternativamente tra New York e Roma.

## Filmografia

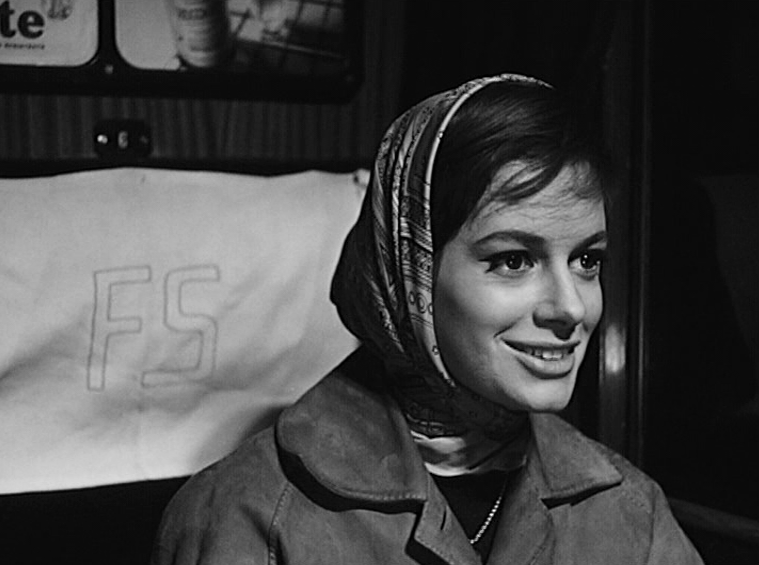
Luciana Paluzzi ne Il nemico di mia moglie (1959)

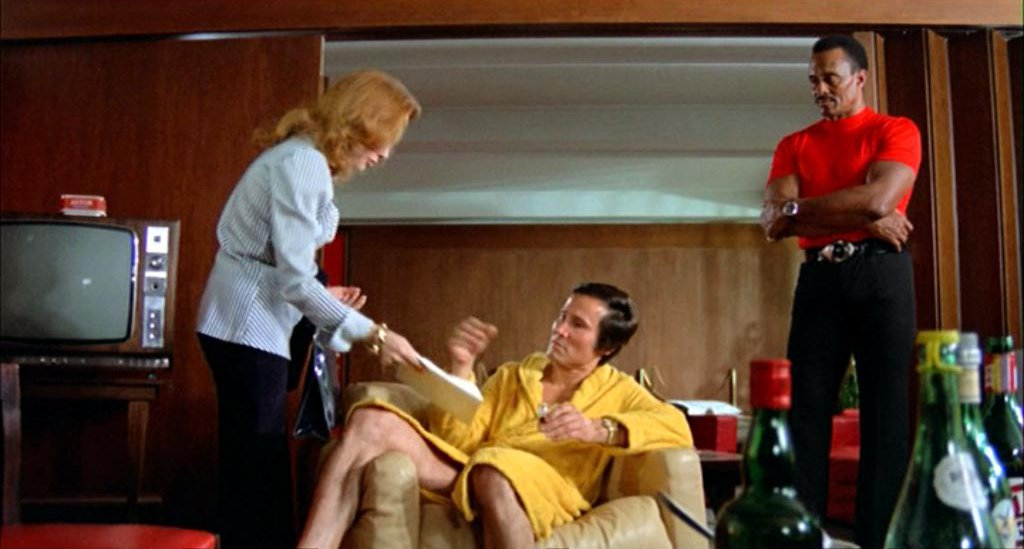
Luciana Paluzzi con Henry Silva e Woody Strode in una scena del film La mala ordina (1972)

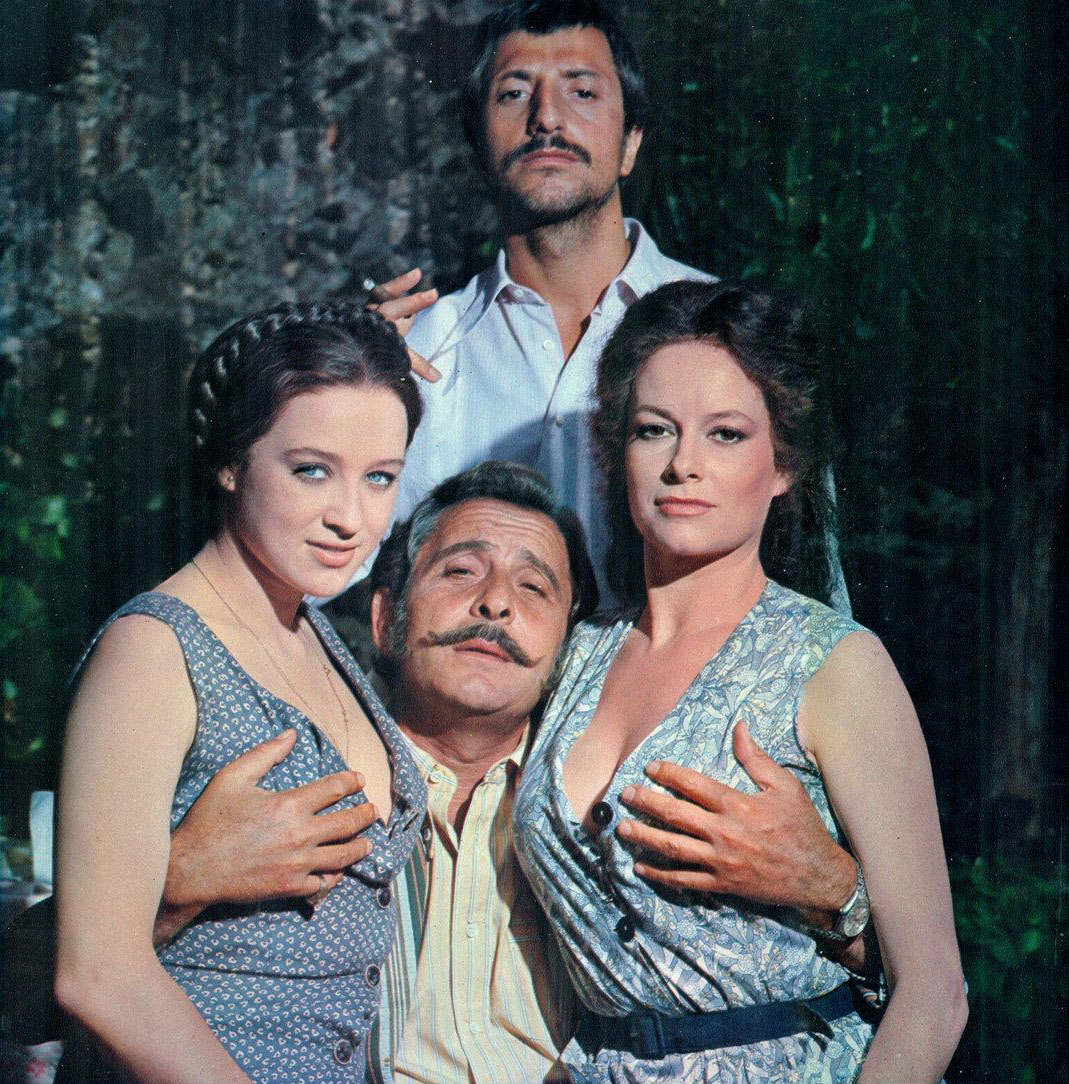
Dall'alto, in senso orario: Pippo Franco, Luciana Paluzzi, Domenico Modugno ed Eleonora Giorgi sul set de La sbandata (1974)

### Cinema
- Sua Altezza ha detto: no!, regia di Maria Basaglia (1954)
- Tre soldi nella fontana (Three Coins in the Fountain), regia di Jean Negulesco (1954)
- I sette peccati di papà (J'avais sept filles), regia di Jean Boyer (1954)
- Il vetturale del Moncenisio, regia di Guido Brignone (1954)
- Adriana Lecouvreur, regia di Guido Salvini (1955)
- Faccia da mascalzone, regia di Raffaele Andreassi e Lance Comfort (1956)
- La castellana del Libano (La Châtelaine du Liban), regia di Richard Pottier (1956)
- Miss spogliarello (En effeuillant la marguerite), regia di Marc Allégret (1956)
- Guaglione, regia di Giorgio Simonelli (1956)
- La donna che venne dal mare, regia di Francesco De Robertis (1957)
- Le fatiche di Ercole, regia di Pietro Francisci (1958)
- Non c'è tempo per morire (No Time to Die), regia di Terence Young (1958)
- Al servizio dell'imperatore (Si le roi savait ça), regia di Caro Canaille (1958)
- Sea Fury, regia di Cy Endfield (1958)
- Il nemico di mia moglie, regia di Gianni Puccini (1959)
- La tigre di Eschnapur (Der Tiger von Eschnapur), regia di Fritz Lang (1959)
- Il sepolcro indiano (Das indische Grabmal), regia di Fritz Lang (1959)
- Mister Browne contro l'Inghilterra (Carlton-Browne of the F.O.), regia di Roy Boulting, Jeffrey Dell (1959)
- Journey to the Lost City, regia di Fritz Lang (1960)
- Ritorno a Peyton Place (Return to Peyton Place), regia di José Ferrer (1961)
- Cronache di un convento (The Reluctant Saint), regia di Edward Dmytryk (1962)
- Il vizio e la virtù (Le Vice et la vertu), regia di Roger Vadim (1963)
- Wounds of Hunger, regia di George Sherman (1963)
- Muscle Beach Party, regia di William Asher (1964)
- Io uccido, tu uccidi, regia di Gianni Puccini (1965)
- Questa volta parliamo di uomini, regia di Lina Wertmüller (1965)
- Agente 007 - Thunderball (Operazione tuono) (Thunderball), regia di Terence Young (1965)
- Suspense a Venezia (The Venetian Affair), regia di Jerry Thorpe (1966)
- Colpo di stato (The One Eyed Soldiers), regia di John Ainsworth (1966)
- Vivere da vigliacchi, morire da eroi (Chuka), regia di Gordon Douglas (1967)
- Sharaz (La esclava del paraiso), regia di José Maria Elorrieta (1968)
- Niente rose per OSS 117, regia di Renzo Cerrato (1968)
- La morte non ha sesso, regia di Massimo Dallamano (1968)
- Il fango verde (The Green Slime), regia di Kinji Fukasaku (1968)
- 99 donne (Der heiße Tod), regia di Jesús Franco (1968)
- Gli insaziabili, regia di Alberto De Martino (1969)
- Il pistolero dell'Ave Maria, regia di Ferdinando Baldi (1969)
- Playgirl 70, regia di Federico Chentrens (1969)
- Il Capitano Nemo e la città sommersa (Captain Nemo and the Underwater City), regia di James Hill (1969)
- Il segreto dei soldati di argilla, regia di Luigi Vanzi (1970)
- Il sergente Klems, regia di Sergio Grieco (1971)
- Posa l'osso Morales! Arriva Alleluja, regia di Douglas Heyes (1971)
- Quello sporco disertore, regia di León Klimovsky (1971)
- Rapporto a tre (Come Together), regia di Saul Swimmer (1971)
- I due volti della paura (Coartada en disco rojo), regia di Tulio Demicheli (1972)
- Colpo grosso... grossissimo... anzi probabile, regia di Tonino Ricci (1972)
- La mala ordina, regia di Fernando Di Leo (1972)
- Estratto dagli archivi segreti della polizia di una capitale europea, regia di Riccardo Freda (1972)
- Pistola nera spara senza pietà (Black Gunn), regia di Robert Hartford-Davis (1972)
- Le guerriere dal seno nudo, regia di Terence Young (1973)
- Tracce di veleno in una coppa di champagne (Medusa), regia di Gordon Hessler (1973)
- La polizia sta a guardare, regia di Roberto Infascelli (1973)
- La sbandata, regia di Alfredo Malfatti, Salvatore Samperi (1974)
- L'uomo del Klan (Klansman), regia di Terence Young (1974)
- L'uomo della strada fa giustizia, regia di Umberto Lenzi (1975)
- ...a tutte le auto della polizia..., regia di Mario Caiano (1975)
- L'infermiera, regia di Nello Rossati (1975)
- Gli amici di Nick Hezard, regia di Fernando Di Leo (1976)
- Il magnate greco (The Greek Tycoon), regia di J. Lee Thompson (1978)
- Il commissario Verrazzano, regia di Franco Prosperi (1978)

### Televisione
- Il serpente a sonagli, commedia di Edoardo Anton, regia di Anton Giulio Majano, trasmessa il 19 ottobre 1956
- Hong Kong – serie TV, episodio 1x10 (1960)
- Avventure in paradiso (Adventures in Paradise) – serie TV, episodio 1x27 (1960)
- Thriller – serie TV, episodio 2x23 (1962)
- Bonanza – serie TV, episodio 3x31 (1962)
- Delitto e castigo – miniserie TV (1963)
- La legge di Burke (Burke's Law) – serie TV, episodio 1x22 (1964)
- Agenzia U.N.C.L.E. (The Girl from U.N.C.L.E.) – serie TV, episodio 1x01 (1966)
- Mr. Terrific – serie TV, un episodio (1967)
- The Dick Van Dyke Show – serie TV, un episodio (1973)
- Complotto internazionale (The Solid Gold Kidnapping), regia di Russ Mayberry – film TV (1973)[4]

## Doppiatrici italiane
- Fiorella Betti in Le fatiche di Ercole, Niente rose per OSS 117, Le guerriere dal seno nudo, La tigre di Eschnapur, Ritorno a Peyton Place
- Vittoria Febbi in Guaglione, L'infermiera, L'uomo della strada fa giustizia, Colpo grosso... grossissimo... anzi probabile
- Rita Savagnone in Agente 007 - Thunderball: Operazione tuono, Il sergente Klems, I due volti della paura, La sbandata
- Mirella Pace in Femmine insaziabili, Il fango verde
- Gabriella Genta in Il segreto dei soldati di argilla
- Noemi Gifuni in La mala ordina
- Maria Pia Di Meo in La polizia sta a guardare
- Germana Dominici in Il commissario Verrazzano
- Serena Verdirosi in Il magnate greco